# Clear (shampoo)

Il marchio

Clear è un marchio di shampoo, balsamo per capelli e prodotti per la cura dei capelli e del cuoio capelluto del gruppo olandese-britannica Unilever. Il prodotto è stato lanciato sul mercato nel 1981 ed è lo shampoo antiforfora più venduto in Italia: soltanto nel 2009 sono state venduti 2.700.000 shampoo del marchio Clear.
In anni più recenti il marchio ha differenziato la produzione dei propri prodotti, creando una linea di prodotti per le donne (confezione bianca) ed una per gli uomini (confezione blu).
Al di fuori dell'Italia, lo shampoo Clear è conosciuto con i nomi Ultrex e Linic.
Dal 1990 al 1994 lo shampoo Clear è stato lo sponsor della squadra di pallacanestro Pallacanestro Cantù.

## Testimonial pubblicitari e slogan
Fra i testimonial che si sono avvicendati nella promozione, principalmente televisiva, dello shampoo Clear si possono citare l'attore Massimiliano Varrese ed i calciatori Filippo Inzaghi e Cristiano Ronaldo (nel 2009). Intanto però, ritornando indietro con gli anni, nell'annata 1987-1988, in tutte le campagne pubblicitarie dello shampoo Clear, si poteva notare una allora giovane Antonella Elia, che fu apparsa a fine spot, come partner di un giovane arruolato nella Polizia, mentre nell'annata 1988-1989, il testimonial fu Marco Bellavia, con lo slogan "Lei non lo sa, e nemmeno le altre. Da quando uso Clear, con la forfora ho chiuso!". Dal 1989-1990 e 1990-1991, per due anni, i due testimonial dello spot furono, gli attori Fabio Bonini e Giovanni Vettorazzo.
Dal 1981 al 1989, lo storico slogan fu: "Shampoo Clear funziona. Contro la forfora regolarmente.", che dal 1989 al 1993 fu modificato togliendo la parola "shampoo": "Clear funziona. Contro la forfora regolarmente. Anche ogni giorno.".